# Copa Fares Lopes de 2024
A Taça Fares Lopes de 2024 foi a décima quinta edição desta competição futebolística organizada anualmente pela Federação Cearense de Futebol (FCF), disputada de 3 de novembro a 7 de dezembro. Inicialmente seria disputada por oito equipes, porém, em 12 de setembro o Iguatu, atual campeão, confirmou sua desistência da competição marcando a primeira edição na história da competição onde não houve nenhuma equipe interiorana na disputa.
O campeão foi o Ferroviário, que conquistou o seu terceiro título da história ao vencer o Floresta nas penalidades por 7–6, após um empate agregado de 2–2 nos jogos da decisão. Devido a conquista, o Tubarão da Barra garantiu uma vaga na Copa do Brasil de 2025. 

## Regulamento
A fórmula de disputa da competição foi divulgada em 16 de setembro e o regulamento específico em 20 de setembro. Na primeira fase, os sete clubes foram divididos em dois grupos mediante sorteio, obedecendo o Ranking profissional da FCF. Cada equipe irá enfrentar as demais do outro grupo em turno único, se classificando os dois melhores colocados em cada grupo. Os grupos foram divididos em:
- Grupo A: Fortaleza, Ferroviário, FC Atlético e Tirol;
- Grupo B: Ceará, Floresta e Caucaia.

Nas semifinais, o melhor colocado de cada grupo enfrentará o segundo melhor colocado do seu grupo em confrontos de ida e volta, classificando os melhores pontuados do confronto para a final. Para fins de classificação geral, o 3º colocado será o eliminado com a melhor campanha na fase semifinal.
Na final, os clubes classificados farão confrontos de ida e volta, onde será conhecido o campeão da competição. O mando de campo do jogo de volta será o clube que fizer a melhor campanha na fase semifinal.

## Primeira Fase

### Grupo A
| Pos | Equipe            | Pts | J | V | E | D | GP | GC | SG | Classificado |
| --- | ----------------- | --- | - | - | - | - | -- | -- | -- | ------------ |
| 1   | Ferroviário       | 7   | 3 | 2 | 1 | 0 | 6  | 2  | +4 | Semifinais   |
| 2   | Atlético Cearense | 4   | 3 | 1 | 1 | 1 | 5  | 4  | +1 | Semifinais   |
| 3   | Fortaleza         | 3   | 3 | 1 | 0 | 2 | 4  | 4  | 0  |              |
| 4   | Tirol             | 3   | 3 | 0 | 3 | 0 | 2  | 2  | 0  |              |

### Grupo B
| Pos | Equipe   | Pts | J | V | E | D | GP | GC | SG | Classificado |
| --- | -------- | --- | - | - | - | - | -- | -- | -- | ------------ |
| 1   | Caucaia  | 7   | 4 | 2 | 1 | 1 | 4  | 4  | 0  | Semifinais   |
| 2   | Floresta | 5   | 4 | 1 | 2 | 1 | 4  | 5  | −1 | Semifinais   |
| 3   | Ceará    | 2   | 4 | 0 | 2 | 2 | 4  | 8  | −4 |              |

### Confrontos
| Mandante \ Visitante | ATC | CAU | CEA | FAC | FLO | FOR | TIR |
| -------------------- | --- | --- | --- | --- | --- | --- | --- |
| Atlético Cearense    | —   |     |     |     |     |     |     |
| Caucaia              | 2–1 | —   |     | 0–2 |     | 1–0 |     |
| Ceará                | 2–2 |     | —   |     |     |     | 1–1 |
| Ferroviário          |     |     | 2–0 | —   |     |     |     |
| Floresta             | 0–2 |     |     | 2–2 | —   |     |     |
| Fortaleza            |     |     | 3–1 |     | 1–2 | —   |     |
| Tirol                |     | 1–1 |     |     | 0–0 |     | —   |

## Fase final
Em itálico, os clubes que jogarão como mandante no jogo da ida. Em negrito, os classificados.
|  | Semifinais        | Semifinais | Semifinais | Semifinais |       |                   | Final | Final | Final | Final |
|  |                   |            |            |            |       |                   |       |       |       |       |
|  | Atlético Cearense | 1          | 0          | 1          |       |                   |       |       |       |       |
|  | Ferroviário       | 0          | 2          | 2          |       |                   |       |       |       |       |
|  | Ferroviário       | 0          | 2          | 2          |       | Ferroviário (pen) | 0     | 2     | 2 (7) |       |
|  |                   |            |            |            |       | Ferroviário (pen) | 0     | 2     | 2 (7) |       |
|  |                   | Floresta   | 2          | 0          | 2 (6) |                   |       |       |       |       |
|  | Floresta          | Floresta   | 2          | 0          | 2 (6) | 1                 | 1     | 2     |       |       |
|  | Floresta          |            |            |            |       | 1                 | 1     | 2     |       |       |
|  | Caucaia           | 1          | 0          | 1          |       |                   |       |       |       |       |

## Classificação Geral
| Pos | Equipe            | Pts | J | V | E | D | GP | GC | SG | Classificado                                      |
| --- | ----------------- | --- | - | - | - | - | -- | -- | -- | ------------------------------------------------- |
| 1   | Ferroviário       | 13  | 7 | 4 | 1 | 2 | 10 | 5  | +5 | Campeão e classificado para a Copa do Brasil 2025 |
| 2   | Floresta          | 12  | 8 | 3 | 3 | 2 | 8  | 8  | 0  | Vice-campeão                                      |
| 3   | Atlético Cearense | 7   | 5 | 2 | 1 | 2 | 6  | 6  | 0  | Eliminados na semifinal                           |
| 4   | Caucaia           | 8   | 6 | 2 | 2 | 2 | 5  | 6  | −1 | Eliminados na semifinal                           |
| 5   | Fortaleza         | 3   | 3 | 1 | 0 | 2 | 4  | 4  | 0  | Eliminados na primeira fase                       |
| 6   | Tirol             | 3   | 3 | 0 | 3 | 0 | 2  | 2  | 0  | Eliminados na primeira fase                       |
| 7   | Ceará             | 2   | 4 | 0 | 2 | 2 | 4  | 8  | −4 | Eliminados na primeira fase                       |